# Zorbau
Zorbau är en ortsteil i staden Lützen i Burgenlandkreis i förbundslandet Sachsen-Anhalt i Tyskland. Zorbau var en kommun fram till den 1 januari 2011 när den uppgick i Lützen. Zorbau hade 810 invånare 2010.